# A ride for cinderella
『A ride for cinderella』（ア・ライド・フォー・シンデレラ）は、1937年にシンデレラをモチーフにしてフライシャー・スタジオが制作したシボレー自動車の宣伝用アニメ映画。パブリックドメインとなっている。

## データ
- 脚本:マックス・フライシャー
- プロデューサー:ジェイミソン・ハンディ
- 公開日:1937年9月2日
- 上映時間:9分
- 制作国:アメリカ合衆国
- 言語:英語

## ストーリー
『a coach for cinderella』の続きという設定。王子が主催する舞踏会に招かれた継姉とシンデレラ。そしてその光景の高みの見物をする小人とバッタ。王子がシンデレラと踊っている傍ら、継姉たちは森に住む悪い魔女にシンデレラが12時になったら帰らざるを得ないので、彼女を止めるように話を持ち掛ける。その間、小人は12時になったら帰るように電報を打ってほしいと、兎の交換手を通じて鳥のタイプライターに依頼し届けさせる。
シンデレラはその手紙を読むや否や、急いで帰宅し、車に乗り込むが、このとき青いハイヒールを片方、王子の目の前で落としてしまう。シンデレラは急いで乗り込むと、すぐさま家に向かった。継姉も馬車に乗るが、悪い魔女に妨害され、帰宅時には馬車はぼろぼろになってしまう。悪い魔女の妨害にも負けず、シンデレラは12時になる前に家に着いた。
一方王子は相棒の犬と一緒に靴を頼りに家に向かう。疲れ果てるも、夜が明けた時家を通りかかった途端、車の色とナンバープレートのおかげで特定することが出来たので、王子はシンデレラにその靴を履かせると、無論ぴったり合った。王子のプロポーズを受け入れたシンデレラは自分の乗ってきた車で王子と城に向かう。車には、犬と小人とバッタも一緒にいた。一方継姉たちの馬車に居た御者は、自力でこぎ、城に向かったのだった。家まで必死になって壊れた馬車を引っ張った継姉たちはぐったりしていた。

## 登場キャラクター
シンデレラ
主人公。王子と一緒に踊るが、鳥の読んだ手紙を見て車で家に向かう。終盤ではプロポーズを受け入れた。
王子
シンデレラと踊る王子。靴を頼りに犬と向かう。悪天候にも果敢に立ち向かった。
犬
王子の飼い犬。悪天候にも果敢に立ち向かった。
継姉
シンデレラの継姉。魔女に話を持ち掛けるも、結局痛い目にあってしまう。
魔女
人間嫌いの魔女。継姉に協力し、悪天候で妨害する。しかしそれは継姉たちをも巻き込んでしまう。
小人
物語の一部始終を見ている。相棒のバッタも前作に引き続き登場する。
悪天候
シンデレラを妨害する。しかし結局はしっぺ返しを受けている。